# Benedetto Erba Odescalchi

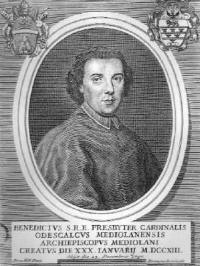
Porträt von Benedetto Erba Odescalchi

Kardinalswappen von Benedetto Erba Odescalchi

Benedetto Erba Odescalchi (* 7. August 1679 in Como; † 13. Dezember 1740 in Mailand) war Erzbischof von Mailand und Kardinal der römisch-katholischen Kirche.

## Leben
Odescalchi empfing am 11. Oktober 1711 durch Lorenzo Kardinal Casoni die Diakonen- und am 18. Oktober desselben Jahres die Priesterweihe.
Am 3. Januar 1712 empfing er durch Fabrizio Kardinal Paolucci die Bischofsweihe für das Titularerzbistum Tessalonica. Am 26. Januar 1712 wurde er zum Apostolischen Nuntius in Polen ernannt. Noch im Oktober desselben Jahres wurde er Erzbischof von Mailand. Er trat daraufhin im November 1712 vom Amt des Apostolischen Nuntius zurück.
Im Konsistorium vom 30. Januar 1713 nahm ihn Papst Clemens XI. in das Kardinalskollegium auf. Die Besitzergreifung seiner Titelkirche Santi Nereo e Achilleo erfolgte am 1. April 1715. Am 29. Januar 1725 wurde Odescalchi die Titelkirche Santi XII Apostoli zugewiesen.
Am 6. Dezember 1736 wurde Odescalchi 57-jährig als Erzbischof von Mailand emeritiert. Er starb am 13. Dezember 1740 in seiner Bischofsstadt.